# Samba (softver)
Samba je besplatni programski paket koji omogućuje korištenje funkcija sustava Microsoft Windows kao što su usluge datoteka i ispisa na drugim operativnim sustavima te preuzimanje uloge kontrolera domene. Između ostalog, u tu svrhu implementira SMB/CIFS protokol.
Budući da je softver besplatno dostupan pod GPL-om, koristi se kao alternativa operativnim sustavima Microsoft Windows Server.

## Komponente i grafička korisnička sučelja
Samba se sastoji od niza pojedinačnih modula koji se koriste za osnovne funkcije i konfiguraciju.
Osnovni moduli su demoni samba (emulacija Active Directoryja od verzije 4), smbd (dijeljenje datoteka i pisača), nmbd (NetBIOS) i winbindd (dodjela korisnika / grupe).
Postoji niz GUI -ja za konfiguriranje Sambe, na primjer:
- Sambin izvorni modul SWAT (Samba Web Administration Tool) temeljen na pregledniku
- Modul za konfiguracijski alat temeljen na pregledniku Webmin
- Alat GSAMBAD kao dio kolekcije GAdmintools
- LDAP upravitelj računa temeljen na pregledniku za upravljanje korisničkim računima
- Opcije dijeljenja mapa u korisničkim sučeljima projekta KDE i Gnome
- Upravljačka sučelja proizvoda kao što su npr. Univention Corporate Server, IServ i Zentyal

## Distribucija
Gotovo sve distribucije Linuxa sadrže Sambu i stoga nude pristup dijeljenju datoteka u mješovitim mrežama u kojima se Windows također koristi. Čak i u homogenim Unix mrežama, Samba, a time i SMB protokol, često se koristi umjesto NFS protokola.

## Sigurnost
Slijede neke ključne Samba zatvorene ranjivosti:
- U 2010. otkriveno je da su neke verzije do Sambe 3.6.3 dopuštale pristup root računu putem anonimnog pristupa gosta korištenjem Remote Procedure Calls (RPC).[1]
- U svibnju 2017. doznalo se da slični sigurnosni problemi kao kod Windows operativnih sustava, koji se mogu eksploatirati u obliku WannaCryja, postoje i kod Sambe.[2] Uz ovu grešku, koja se naziva SambaCry, bilo je moguće izvršiti ubrizgani zlonamjerni kod na dotičnom sustavu Samba. Pogreška je utjecala na sve verzije Sambe od verzije 3.5.0 do verzije 4.6.4, koja je bila aktualna u svibnju 2017. Ova je pogreška posebno kritična za NAS sustave koji se obično temelje na Sambi. Problem se pogoršava kada je sustav Samba dostupan izvana, a svi proizvođači ne nude odgovarajuća ažuriranja za rješavanje problema svojih vlasničkih NAS sustava ili ta ažuriranja nije instalirao vlasnik, koji nije svjestan problema.[3]